# N. Scott Momaday
Navarre Scott Momaday, född 27 februari 1934 i Lawton, Oklahoma, död 24 januari 2024 i Santa Fe, New Mexico, var en amerikansk författare (romanförfattare, essäist och poet). 
Momaday var son till konstnären Al Momaday och författaren Natachee Scott Momaday och växte upp i kiowareservatet utanför Lawton, Oklahoma. Hans roman House Made of Dawn belönades med Pulitzerpriset för skönlitteratur 1969. Han förekom också i Ken Burns och Stephen Ives dokumentär The West, där han återberättade kiowafolkets historia och dess legender.

### Utgivet på svenska
- Hus byggt av gryning 1975

## Priser och utmärkelser
- Pulitzerpriset för skönlitteratur 1969 för House Made of Dawn